# Seraphim Rose
Seraphim Rose (Seraphim di Platina), al secolo Eugene Dennis Rose (San Diego, 13 agosto 1934 – Platina, 2 settembre 1982) è stato un presbitero statunitense.
Fu uno ieromonaco della Chiesa ortodossa russa fuori dalla Russia e cofondatore del monastero di Sant'Herman dell'Alaska a Platina (California). Fu anche traduttore di testi cristiani ortodossi e autore di numerosi testi polemici. I suoi scritti hanno contribuito alla diffusione del cristianesimo ortodosso in tutto l'Occidente; la sua popolarità si estese anche nella stessa Russia, dove i suoi lavori sono stati segretamente riprodotti e distribuiti durante l'epoca comunista, rimanendo popolari nel tempo.
La sua opposizione alla partecipazione ortodossa al movimento ecumenico e la sua difesa del contenzioso sulle "Stazioni di pedaggio" lo hanno portato in conflitto con alcune figure di rilievo dell'Ortodossia del XX secolo. La sua figura resta controversa in alcuni ambienti anche dopo la sua morte improvvisa dovuta ai postumi di una malattia giovanile. Tuttavia molti altri cristiani ortodossi lo tengono in alta considerazione venerandolo come un santo nell'iconografia, nella liturgia e nella preghiera anche se non è stato formalmente canonizzato da nessun sinodo ortodosso.
Il Monastero di padre Rose (al 2010) è affiliato alla Chiesa ortodossa serba e continua a svolgere il suo lavoro di pubblicazione e attività missionaria ortodossa.

## Biografia

### Primi anni
Eugene Rose nasce il 13 agosto 1934 a San Diego (California) da Frank Rose, un veterano della prima guerra mondiale, ed Esther Rose, una donna d'affari e un'artista californiana specializzata in scene impressioniste della costa del Pacifico.
Cresciuto a San Diego, Eugene rimarrà un californiano per il resto della sua vita.
Anche se Eugene è stato descritto da un biografo come un "atleta naturale" nella sua giovinezza, non si è mai impegnato seriamente nello sport. Battezzato nella Chiesa Metodista quando aveva 14 anni, Eugene in seguito rifiuterà il Cristianesimo per l'ateismo. Dopo il diploma alla San Diego High Scool, Eugene frequenta il Pomona College, dove studia Filosofia Cinese e si laurea magna cum laude nel 1956. Successivamente Rose studia con Alan Watts alla American Academy of Asian Studies prima di entrare nella graduatoria del Master in lingue orientali presso la University of California, Berkeley, dove si laurea nel 1961 con una tesi dal titolo Vuoto e pienezza in Lao Tzu.
Oltre ad un dono naturale per le lingue, Eugene era noto anche per il possesso di un acuto senso dell'umorismo e spirito. Frequentava l'Opera, concerti, arte, letteratura e tutte le iniziative culturali abbondantemente disponibili a San Francisco, dove si era stabilito dopo la laurea, ed iniziò la sua esplorazione al Buddismo e altre filosofie asiatiche.

### Ricerca spirituale e omosessualità
Mentre studia all'Asian Institute di Watts, Eugene scopre gli scritti di un metafisico francese René Guénon, e fa conoscenza con uno studente cinese taoista, Gi-ming Shien. Shien sottolineava l'approccio cinese antico all'apprendimento, valorizzando i punti di vista e i testi tradizionali alle più moderne interpretazioni.  Ispirato da Shien, Eugene intraprende gli studi del Cinese antico in modo da poter leggere i testi Taoisti nella loro lingua originale.  Attraverso le sue esperienze con Shien e gli scritti di Guénon, Eugene è ispirato alla ricerca di un autentico terreno spirituale. Anche se in precedenza si era focalizzato sulle Religioni Orientali, il cammino spirituale di Eugene alla fine lo porta di nuovo al Cristianesimo e alla Chiesa ortodossa russa, in parte come risultato della sua amicizia con Jon Gregerson, un Californiano di origine finlandese che Eugene aveva incontrato nell'estate del 1955 quando frequentavano l'Accademia di Watts.
Nel 1956 Eugene si dichiarò omosessuale ad un caro amico del college dopo che la madre scoprì lettere tra lui e Walter Pomeroy, un amico della scuola superiore.  Eugene cessò la sua attività omosessuale dopo aver accettato l'Ortodossia, mettendo fine alla sua relazione con Gregerson, che era diventato il suo compagno prima della sua conversione all'Ortodossia.

### Ortodossia
Nel 1962, in parte come risultato dell'influenza di Jon Gregerson, Eugene fu ricevuto nella Chiesa ortodossa russa fuori dalla Russia (ROCOR) a San Francisco. Ben presto si distinse agli occhi del prelato di San Francisco, St. John Maximovitch, come convertito serio e studioso.  Nel 1963 l'Arcivescovo Giovanni diede la benedizione a Eugene ed al suo nuovo amico Gleb Podmoshensky, un seminarista Ortodosso Russo, per formare una comunità di ortodossi, la fratellanza "Sant'Herman dell'Alaska". Nel marzo del 1964 aprono una libreria ortodossa vicino alla futura cattedrale della ROCOR su Geary Boulevard a San Francisco, che era ancora in costruzione.  Nel 1965 la confraternita fondò la casa editrice St. Herman Press, tuttora esistente.

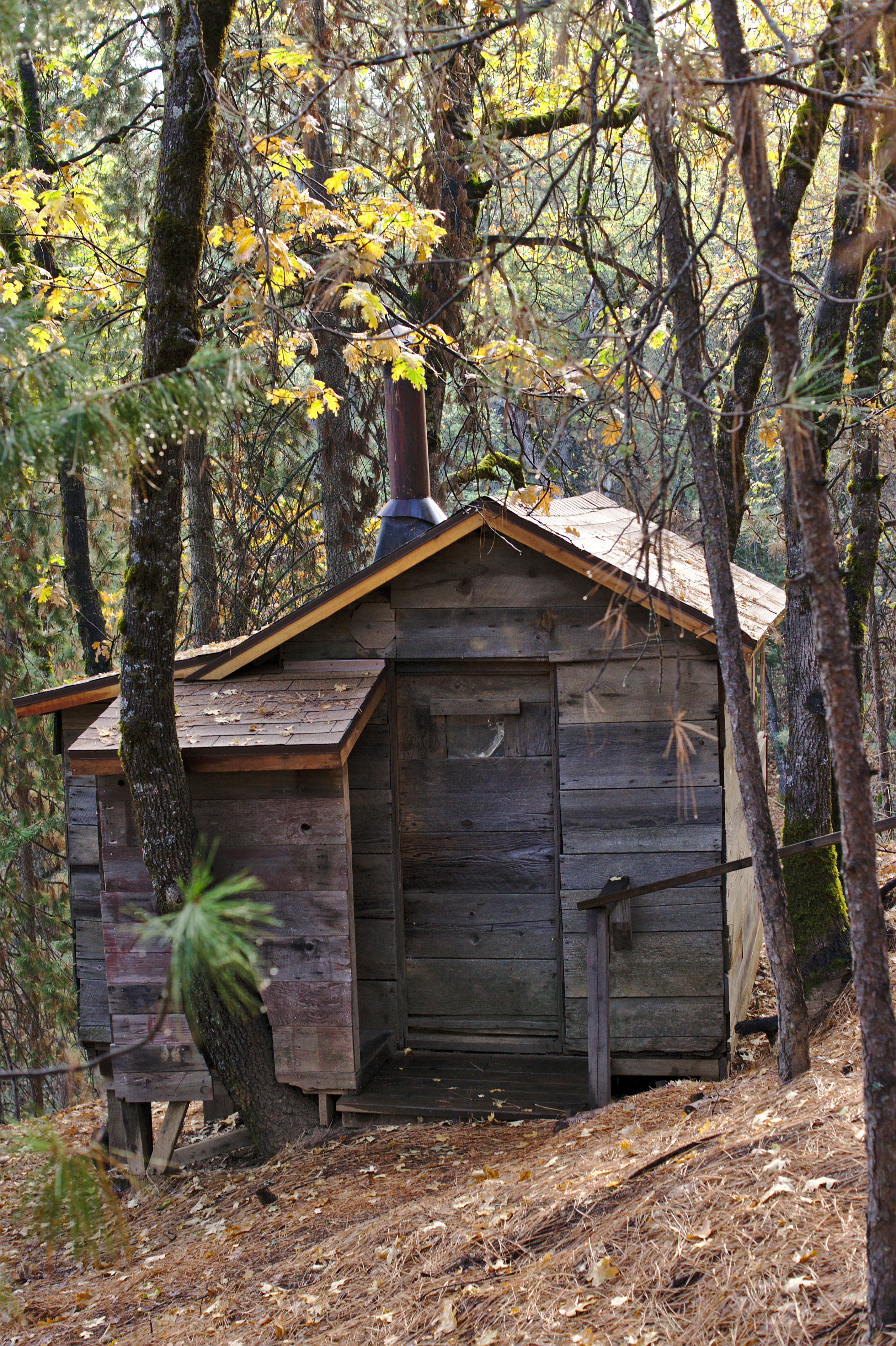
Cella

Sempre più attratta da uno stile di vita più solitaria, la comunità di Eugene e Gleb alla fine decise di lasciare la città per il deserto della California settentrionale, dove Rose e Podmoshensky divennero monaci nel 1968 e trasformarono la fratellanza "St. Herman of Alaska" in una vera e propria comunità monastica. I genitori di Eugene pagarono l'acconto per un terreno montano nei pressi della frazione isolata di Platina, California, dove Rose e alcuni amici costruirono un monastero dedicato a Sant'Herman dell'Alaska.  Alla sua tonsura, nell'ottobre 1970, Eugene Rose prese il nome di "Seraphim" in onore a San Serafino di Sarov.
Egli scrisse, tradusse e studiò per il sacerdozio nella sua cella, una semplice stanza senza acqua corrente né elettricità, dove avrebbe trascorso il resto dei suoi giorni.
Fu ordinato nella primavera del 1977 dal vescovo Nektary di Seattle, figlio spirituale di San Nettario di Optina, l'ultimo dei grandi Starecs di Optina.
Nel suo ministero padre Seraphim Rose ha parlato spesso di una "Ortodossia del Cuore", che egli vedeva sempre meno presente nella vita ecclesiastica americana. Ha parlato anche della necessità di affetto e gentilezza dello spirito, specialmente quando si tratta di coloro con i quali si è in disaccordo, un problema crescente nell'Ortodossia Statunitense nel conflitto tra i cosiddetti "tradizionalisti" e i "modernisti". Si può essere fermi, ricordava padre Seraphim, senza dover scendere a compromessi con gli insegnamenti fondamentali del Cristianesimo su bontà, pazienza e misericordia verso gli altri.

### Morte

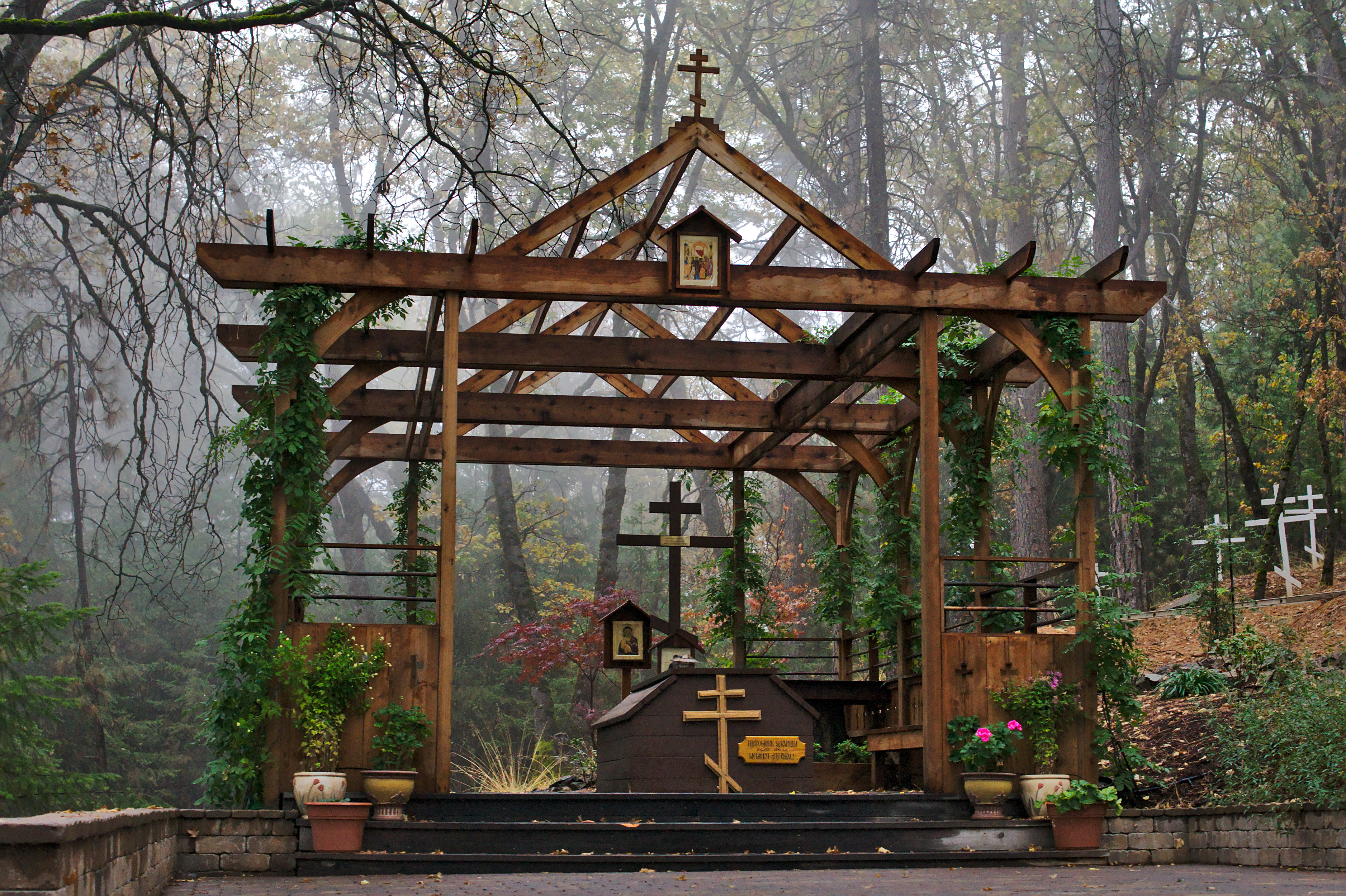
Tomba

Dopo aver patito dolori acuti per diversi giorni mentre lavorava nella sua cella nell'agosto 1982, un padre Seraphim riluttante fu portato dai confratelli al Mercy Medical Center di Redding per le cure.  Quando arrivò in ospedale era già in condizioni critiche e cadde in uno stato di semi incoscienza. Dopo un intervento chirurgico esplorativo si è scoperto che un grumo di sangue aveva bloccato una vena e parte del suo intestino era andato in necrosi. Dopo essere entrato in coma dopo un secondo intervento chirurgico, non riprese più conoscenza. Centinaia di persone visitarono l'ospedale e celebrarono la Divina Liturgia regolarmente pregando per un miracolo per salvare la vita di padre Rose.
Preghiere di intercessione per lo ieromonaco malato furono fatte da luoghi lontani come il monte Athos, in Grecia, il cuore spirituale del monachesimo ortodosso.
Padre Seraphim Rose morì il 2 settembre 1982.
Il suo corpo fu lasciato diversi giorni in una semplice bara di legno nel suo monastero. I visitatori hanno affermato che il corpo non ha ceduto alla decomposizione e al rigor mortis, rimanendo elastico e profumando di rosa. Diversi eventi miracolosi, guarigioni e apparizioni sono stati segnalati in tutto il mondo subito dopo la sua morte. La causa di canonizzazione fu iniziato subito dopo la sua sepoltura e il titolo di "beato" gli è stato attribuito in modo popolare. Attualmente è in attesa di canonizzazione da un Sinodo Ortodosso, la sua tomba al monastero di St. Herman è diventato un luogo popolare per i pellegrinaggi.

## Opere
Usando un ciclostile nella libreria di Geary Boulevard, Rose pubblica la rivista bimestrale "The Orthodox Word" nel gennaio 1965; questo periodico è tuttora pubblicato (con macchine più moderne).  Compose e pubblicò decine di altri titoli, tra cui La Rivelazione di Dio al cuore umano, Ortodossia e la religione del futuro e L'anima dopo la morte, tutti ancora in stampa. Ha tradotto e stampato La Teologia Dogmatica Ortodossa di p. Michael Pomazansky, che resta ancora oggi un testo usato sia dagli studenti seminaristi che dai laici.
I suoi libri tradotti in russo sono stati ampiamente diffusi come samizdat all'interno dell'Unione Sovietica anche se sono stati formalmente pubblicati solo dopo la caduta del regime comunista. Fu anche uno dei primi Cristiani Ortodossi americani a tradurre grandi opere di alcuni Padri della Chiesa in lingua inglese.

## Controversie

### Polemiche su opinioni teologiche
Sebbene la maggior parte delle opere di Rose sono state ampiamente accolte all'interno della comunità ortodossa, alcune hanno sollevato polemiche. La più importante di queste è stata L'anima dopo la morte che pretende di descrivere certe presunte "stazioni di pedaggio aeree" descritte da vari Padri della Chiesa e santi.  Secondo questo insegnamento (che è largamente accettato in alcune parti della Chiesa ma che non è mai stato ufficialmente accettato da un concilio ecumenico della Chiesa Ortodossa nel suo insieme), l'anima di ogni essere umano deve passare attraverso una serie di queste stazioni di pedaggio come prima parte del Giudizio di Dio dove saranno accusati di colpe specifiche ed eventualmente condannati all'inferno.
Teologi ortodossi, tra cui l'arcivescovo Lazar Puhalo, il dottor Stanley Harakas e il dr. Alexander Kalomiros tra gli altri, hanno sostenuto che alcune idee nel libro di p. Seraphim Rose sono eretiche e che molti Padri della Chiesa sono stati male interpretati o travisati per sostenere le sue ipotesi. L'Arcivescovo Puhalo ha affermato che la teoria delle "stazioni di pedaggio" abbia origini gnostiche. Queste accuse sono state successivamente dichiarate prive di fondamenta dal Santo Sinodo della Chiesa Russa all'Estero, il quale ha sottolineato che ben poco è stato rivelato alla Chiesa su questo argomento e che quindi tutte le controversie su questo tema dovrebbero cessare.  Pur continuando ad opporsi con forza all'insegnamento di padre Rose su questo tema, l'Arcivescovo Puhalo ha dichiarato di considerare padre Seraphim Rose un "vero asceta" e che rispetta le intenzioni e la sincerità della vita monastica di p. Seraphim.
Altri pensatori contemporanei Ortodossi come ad esempio San John Maximovitch, il Metropolita Hierotheos Vlachos, p. Michael Pomazansky e il vescovo Girolamo (Shaw) di Manhattan respingono invece l'interpretazione del Vescovo Puhalo e affermano la realtà delle stazioni di pedaggio. Rose ha cercato di dimostrare con citazioni che numerosi santi, come Atanasio il Grande, Giovanni Crisostomo, Macario d'Egitto, Teofane il Recluso, Serafino di Sarov, e altri Padri della Chiesa Ortodossi avevano riconosciuto ed accettato l'ortodossia delle stazioni di pedaggio. In "Risposta ad una critica", pubblicato in appendice al libro L'anima dopo la morte ha cercato di rispondere ai suoi detrattori.
Un'altra questione riguardava se il Patriarcato di Mosca, quella parte della Chiesa ortodossa russa nella Russia Sovietica, possedeva ancora la "Grazia". Anche se alcuni Cristiani Ortodossi hanno affermato che la cosiddetta Chiesa "Rossa" aveva perduto legittimità cooperando con il governo comunista, padre Rose non è d'accordo. Nonostante disapprovasse con tutto il cuore gli stretti rapporti tra la Chiesa di Mosca e i capi del partito Comunista Russo, p. Seraphim era convinto che il Patriarcato era ancora legittimo e in possesso di validi sacramenti.
Rose diede il suo contributo anche nel dibattito in corso tra il Creazionismo biblico e l'Evoluzionismo affermando in Genesi, Creazione e il primo uomo che la Patristica Ortodossa sosteneva esclusivamente il punto di vista creazionista.  Questa idea fu violentemente attaccata da altri teologi ortodossi, i quali affermavano che benché l'esistenza dell'uomo non è frutto del caso non c'è una dottrina ufficiale della Chiesa sul processo utilizzato da Dio per la creazione, né il periodo di tempo che potrebbe avere necessitato.

## Il monastero di S. Herman dell'Alaska

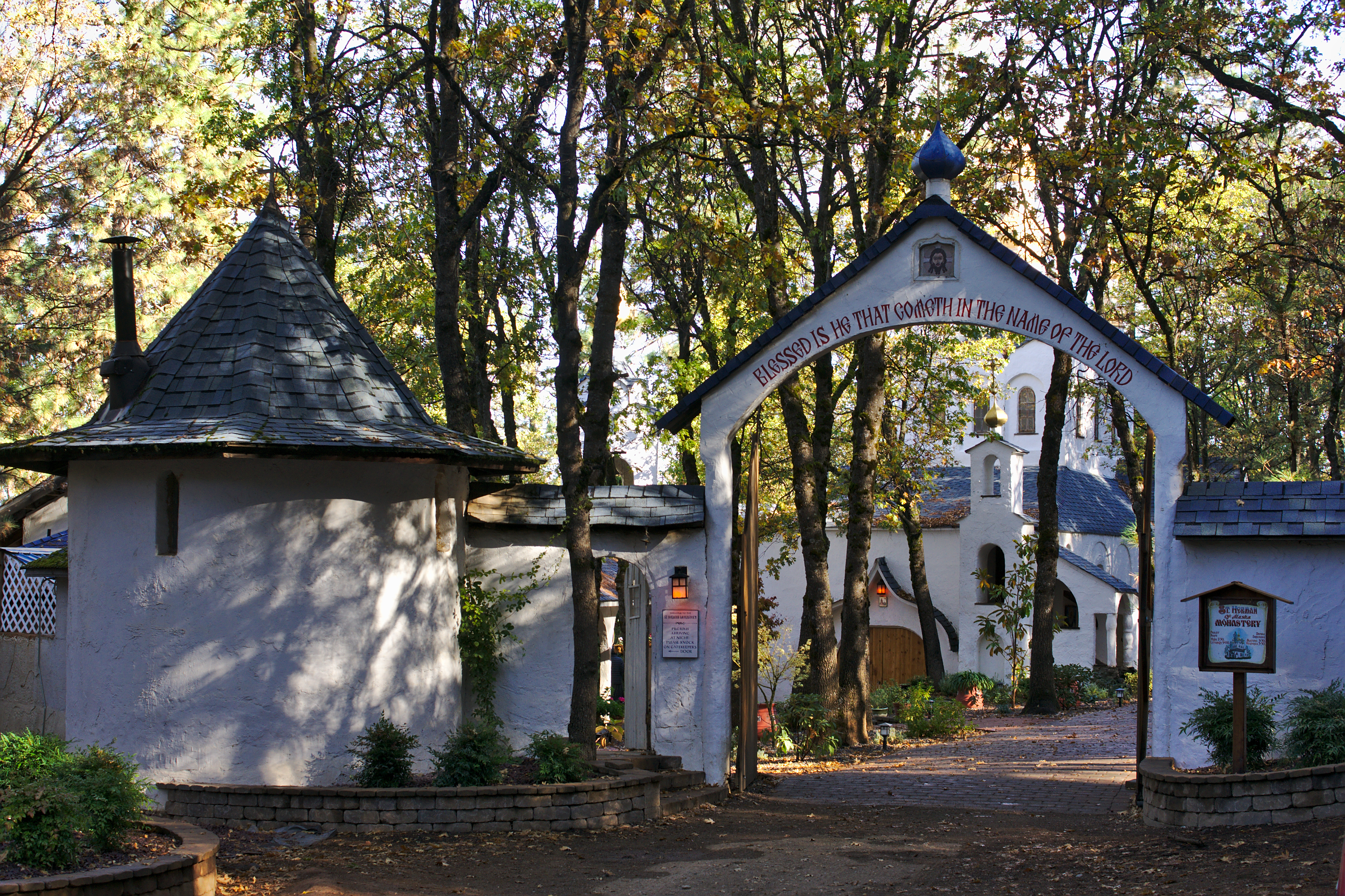
Monastero di "S. Herman dell'Alaska", 2015

Il Monastero di "S. Herman dell'Alaska" di Platina è parte della diocesi per l'America occidentale della Chiesa ortodossa serba. Anche se tutti i fratelli sono americani molti parlano russo. La loro attività principale continua ad essere la stampa di libri che è stata la principale attività della confraternita sin dal suo inizio. Inoltre il monastero assistite con la tutela e l'educazione i giovani locali con problemi comportamentali o di apprendimento. I pellegrini visitano il monastero tutto l'anno ma soprattutto il 2 settembre, anniversario della morte di padre Seraphim Rose.